# 사백 (백제)
사백(沙白, ?~?)은 백제 근초고왕(近肖古王) 때의 대신이자 대성팔족(大姓八族) 중의 하나인 사(沙)씨 출신 귀족으로, 일본의 역사서인 《일본서기 日本書紀》에만 등장한다. 백제·왜 연합군 신라에 대항하여 가야를 연합시킬때 사신으로 활약한다.
왜국은 아라타와케(荒田別)와 가가와케(鹿我別)를 장군으로 임명해 신라를 공격하려 탁순국에 모였는데, 병사가 부족하여 사백(沙白)과 개로(蓋盧)를 보내 증원을 요청한다. 이후 사사노궤와 목라근자 등이 합류해 지원을 받은 왜군은 신라를 공격한 뒤 비자발, 남가라, 탁국, 안라, 다라, 탁순, 가라를 평정했으며, 군사를 옮겨 서쪽의 침미다례를 정벌한 뒤 백제에게 이를 주었다고 한다.
《일본서기 》해석에 따라서 '사백개로(沙白蓋盧)'로 보기도 한다.

## 사료
49년 봄 3월에 황전별(荒田別; 아라타와케), 녹아별(鹿我別; 카가와케)을 장군으로 임명하였다. 그리하여 구저 등과 함께 군사를 정돈하여 바다를 건너가 탁순국에 이르러 신라를 공격하고자 하였다. 그때 누군가가 “군사의 수가 적어서 신라를 깨뜨릴 수 없습니다. 그러니 다시 사백개로(沙白蓋盧)를 보내 군사를 증원해달라고 요청하십시오.”라고 말하였다.
곧 목라근자(木羅斤資), 사사노궤(沙沙奴跪)[이 두 사람의 성(姓)은 알 수 없으나 목라근자는 백제의 장군이다.]에게 명령하여 정병을 이끌고 사백개로와 함께 가도록 하였다.
그 후 모두 탁순에 집결하여 신라를 공격하여 깨뜨리고 비자발(比自㶱), 남가라(南加羅), 탁국(㖨國), 안라(安羅), 다라(多羅), 탁순(卓淳), 가라(加羅) 7국을 평정하였다. 그리고 군사를 옮겨 서쪽으로 돌아서 고해진(古奚津)에 이르러 남만(南蠻) 침미다례(忱彌多禮)를 무찌르고 백제에게 주었다.
이에 백제왕 초고(肖古)와 왕자 귀수(貴須) 또한 군대를 이끌고 와서 만났다. 그때 비리(比利), 벽중(辟中), 포미지(布彌支), 반고(半古) 4읍(四邑)이 스스로 항복하였다. 이에 백제왕 부자와 황전별, 목라근자 등은 함께 의류촌(意流村)에 모였다[지금은 주류수기(州流須祇)라고 한다.]. 서로 보며 기뻐하며 예를 두텁게 하여 보냈다.
다만 천웅장언과 백제왕은 백제국에 가서 벽지산(辟支山)에 올라 맹약하였다. 그리고 다시 고사산(古沙山)에 올라서 함께 반석(磐石) 위에 앉았다. 그때 백제왕이 “만일 풀을 깔아서 자리를 만들면 불에 탈까 두렵고, 또한 나무로 자리를 만들면 물에 떠내려 갈 것 같아 두렵다. 따라서 반석에 앉아서 맹약하는 것은 영원히 변하지 않을 것임을 보여주는 것이다. 이로써 지금부터는 천추만세에 끊임없이 항상 서번(西蕃)이라 칭하며 해마다 조공하겠다.”라고 맹세하였다. 그리고는 천웅장언을 데리고 백제의 도읍에 이르러 더욱 두터이 예우하고 구저 등을 딸려서 보냈다.

- 《일본서기》 진구 황후 섭정 49년 3월